# Dracophyllum densiflorum
Dracophyllum densiflorum är en ljungväxtart som beskrevs av Walter Reginald Brook Oliver. Dracophyllum densiflorum ingår i släktet Dracophyllum och familjen ljungväxter. Inga underarter finns listade i Catalogue of Life.